# Martensolasma catrina
Espèce
Martensolasma catrina est une espèce d'opilions dyspnois de la famille des Nemastomatidae.

## Distribution
Cette espèce est endémique d'Hidalgo au Mexique. Elle se rencontre vers Metztitlán.

## Description
Le mâle holotype mesure 1,80 mm et la femelle paratype 1,96 mm.

## Systématique et taxinomie
Cette espèce a été décrite par Cruz-López en 2017.

## Étymologie
Son nom d'espèce lui a été donné en référence à La Catrina.

## Publication originale
- Cruz-López, 2017 : « A second species of the genus Martensolasma (Opiliones, Dyspnoi, Nemastomatidae) from Mexico. » Zootaxa, no 4338, p. 526–532.